# هينك دويت
هينك دويت (Henk Duut) (14 يناير 1964 في روتردام في هولندا – )؛ هو لاعب كرة قدم سابق كان يلعب كمدافع.

## وصلات خارجية
- J.League Data Site (باليابانية)